# Pärsama
Koordinaten: 58° 30′ N, 22° 45′ O
Pärsama (deutsch Persama) ist ein Dorf (estnisch küla) auf der größten estnischen Insel Saaremaa. Es gehört zur Landgemeinde Saaremaa (bis 2017: Landgemeinde Leisi) im Kreis Saare.

## Einwohnerschaft, Lage und Geschichte
Das Dorf hat 252 Einwohner (Stand 31. Dezember 2011). Es liegt 32 Kilometer nordöstlich der Inselhauptstadt Kuressaare.
Das Dorf wurde erstmals im Jahr 1645 urkundlich erwähnt, bestand aber vermutlich schon im 16. Jahrhundert.

## Kirche des Heiligen Innozenz
Die orthodoxe Kirchengemeinde von Pärsama wurde 1902 ins Leben gerufen. Sie untersteht heute der Estnischen Apostolisch-Orthodoxen Kirche.
1908/09 wurde in Pärsama ein orthodoxes Gotteshaus errichtet. Die einfach gehaltene Kirche aus gelben Ziegeln wurde nach dem bei Irkutsk geborenen Heiligen Innozenz (1797–1879) benannt. Der Eingang zum Langhaus erfolgt über den zweigeschossigen Glockenturm.
In unmittelbarer Nähe befindet sich der Friedhof des Ortes. 1981 wurde dort ein Denkmal aus Granit für die im Zweiten Weltkrieg gefallenen Soldaten der Roten Armee errichtet. Der Entwurf stammt von den estnischen Bildhauer-Ehepaar Aime Kuulbusch und Ants Mölder.